# 愛德華王子島 (南非)

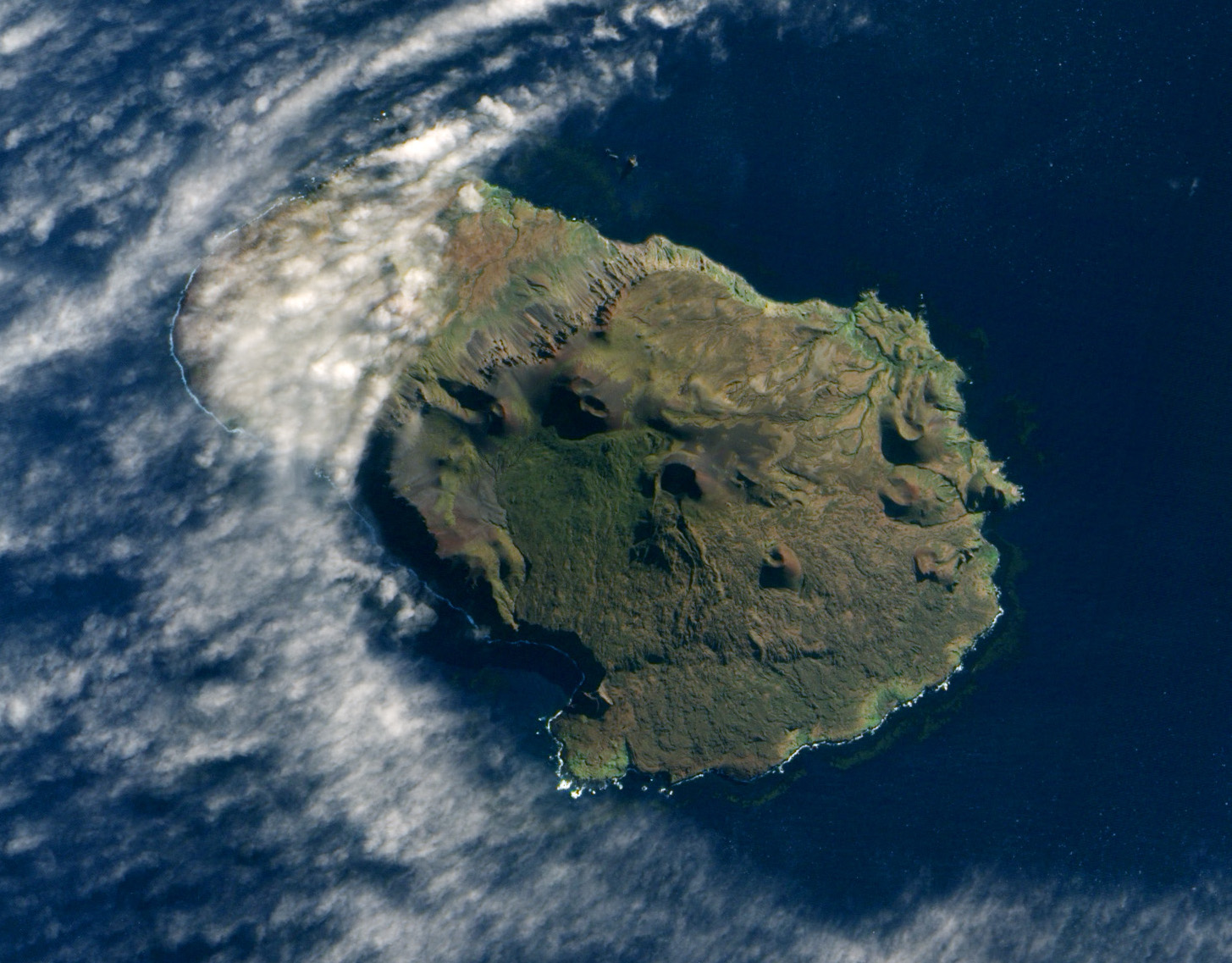

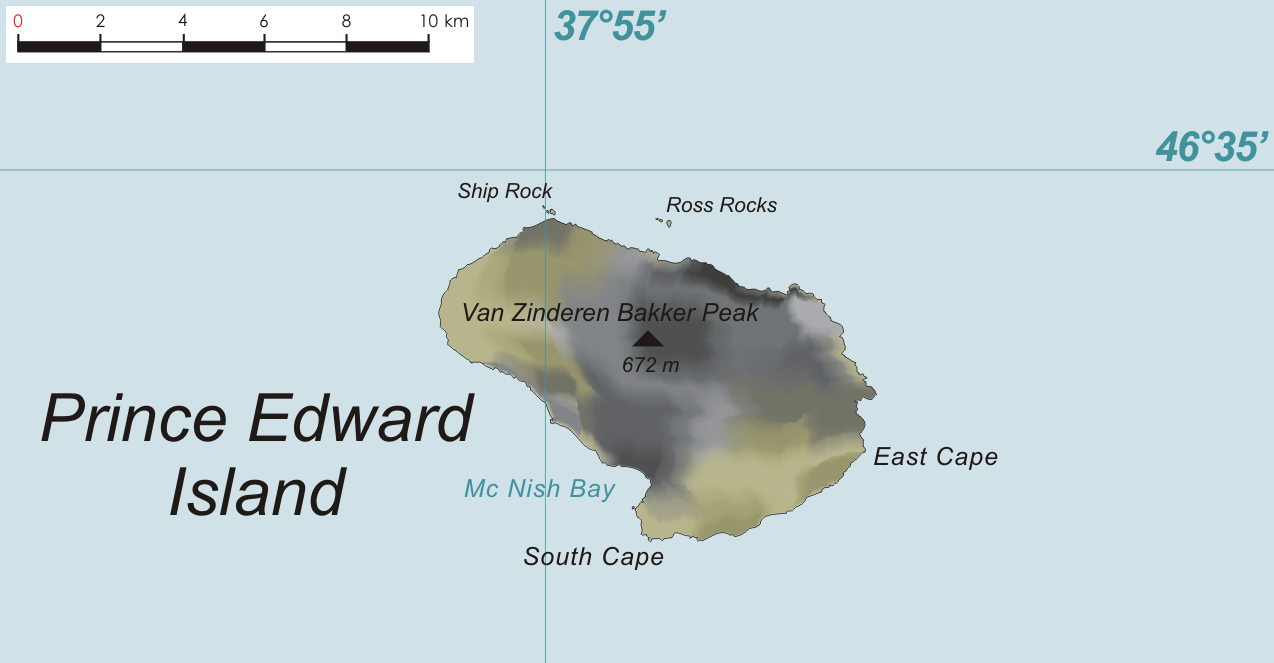

愛德華王子島是南非的島嶼，位於印度洋南部海域，屬於愛德華王子群島的一部分，由西開普省負責管轄，長11公里、寬6公里，面積45平方公里，最高點海拔高度672米，島上無人居住。